# Mycosporine
Mycosporine sind chemisch betrachtet Enamin-Ketone und wurden erstmals 1965 im Pilz Ascochyta pisi nachgewiesen. Diese Stickstoff substituierten Aminosäurederivate von 6-Deoxygadusol (3,5-Dihydroxy-5-hydroxymethyl-2-methoxycyclohex-2-en-1-on) sind hydrophile, optisch aktive und sehr instabile Substanzen und entstammen dem Shikimisäureweg via 3-Dehydrochinonsäure und 4-Deoxygadusol. Die Bezeichnung „Mycosporine“ für diese wasserlöslichen, UV-Strahlung absorbierenden Substanzen wurde erstmals von Favre-Bonvin et al. (1975) eingeführt, die auch die Struktur einer dieser Verbindungen, die bis dahin noch als „P310“ bezeichnet wurden, mit Hilfe von Gaschromatographie und Kernresonanzspektroskopie aufklärten.

Beispiele von Mycosporinen: 4-Deoxygadusol (1), Mycosporinglycin (2) und Mycosporinserinol (3).

Mycosporine wurden später bei verschiedenen Pilzgruppen (Deuteromycetes, Basidiomycota, Ascomycota), aber auch bei Cyanobakterien, heterotrophen Bakterien und marinen Algen nachgewiesen. In marinen Organismen kommen Mycosporine als Iminderivate vor und werden als „Mycosporine-like Amino Acids“ (MAAs) bezeichnet.

Mycosporin-2-glycin, ein MMA mit einem Absorptionsmaximum von 331 nm

In der Literatur existieren verschiedene Hypothesen über die Rolle der Mycosporine in der Natur. Die am weitesten verbreitete Meinung ist, dass Mycosporine als UV-Filter sowohl in marinen als auch bei terrestrischen Organismen fungieren. Den Mycosporinen werden auch eine antioxidative Rolle und osmoregulatorische Funktionen zugeschrieben.
Wie auch andere sekundäre Stoffwechselprodukte können Mycosporine die Differenzierung der Zellen beeinflussen, was z. B. bei einem Vergleich zwischen deren Produktion und der Sporulation bei Pilzen deutlich wird. Die Synthese von Mycosporinen wird durch das Licht beeinflusst und ist von der Wellenlänge und der Lichtintensität des eingestrahlten Lichts abhängig. Es gibt Hinweise darauf, dass Mycosporine einen regulatorischen Effekt bei der Sporulation besitzen und nur in spezialisierten Vermehrungsstrukturen wie Sklerotien oder Sporen angereichert werden. Bis jetzt wurde berichtet, dass direkte Zusammenhänge zwischen Mycosporinen und Sterolen in der Zellmembran existieren und auf diesem Weg Änderungen im Zellteilungsmuster hervorgerufen werden. Weiter ist eine keimungshemmende Eigenschaft der Mycosporine bekannt, die bei Sporenansammlungen das vorzeitige Wachstum und eine Auskeimung der Sporen verhindert. Weitere zelluläre Funktionen wie z. B. antioxidative oder osmoprotektive Eigenschaften werden den Mycosporinen ebenfalls zugeschrieben.